# Sejmik województwa

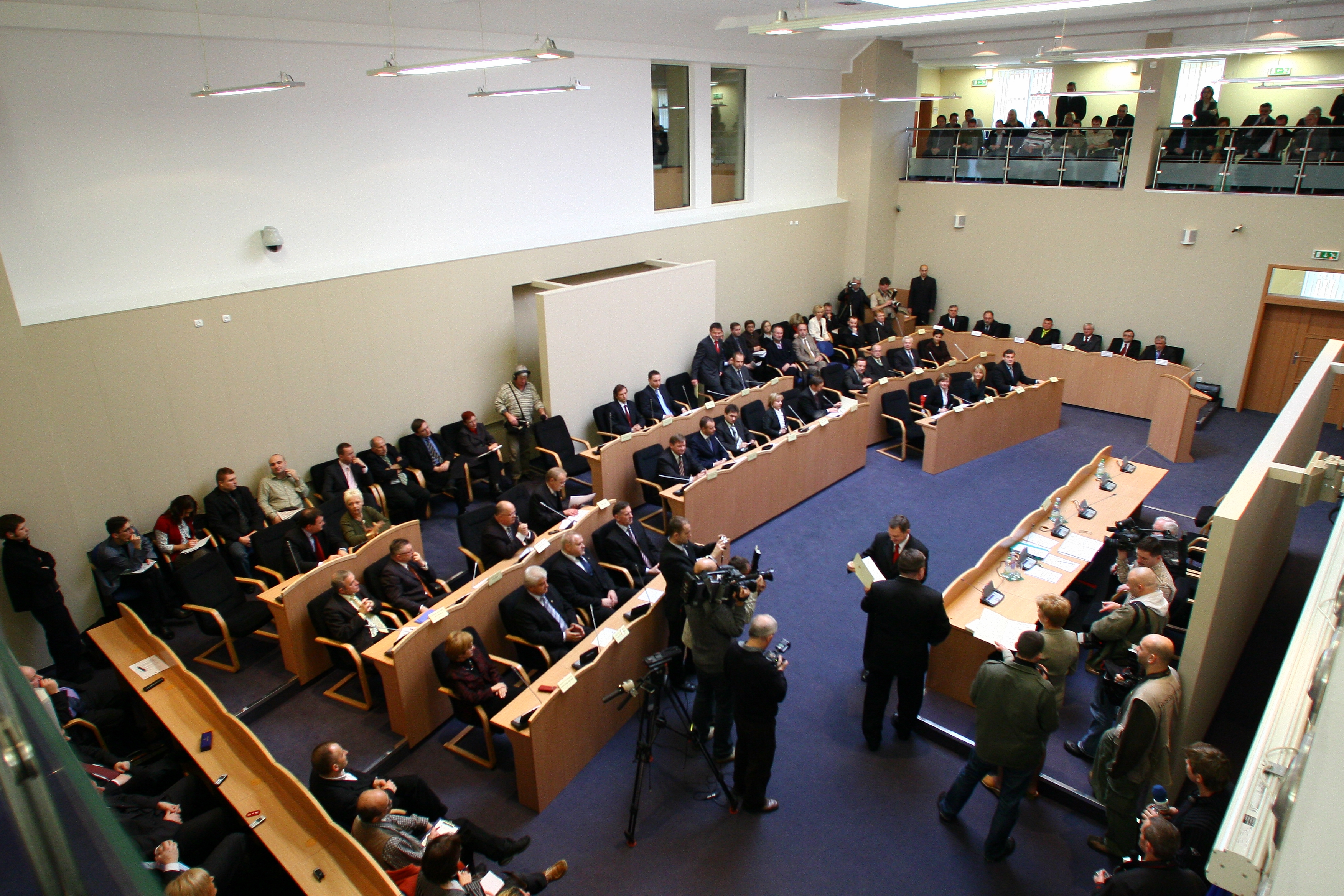
Sala obrad Sejmiku Województwa Zachodniopomorskiego

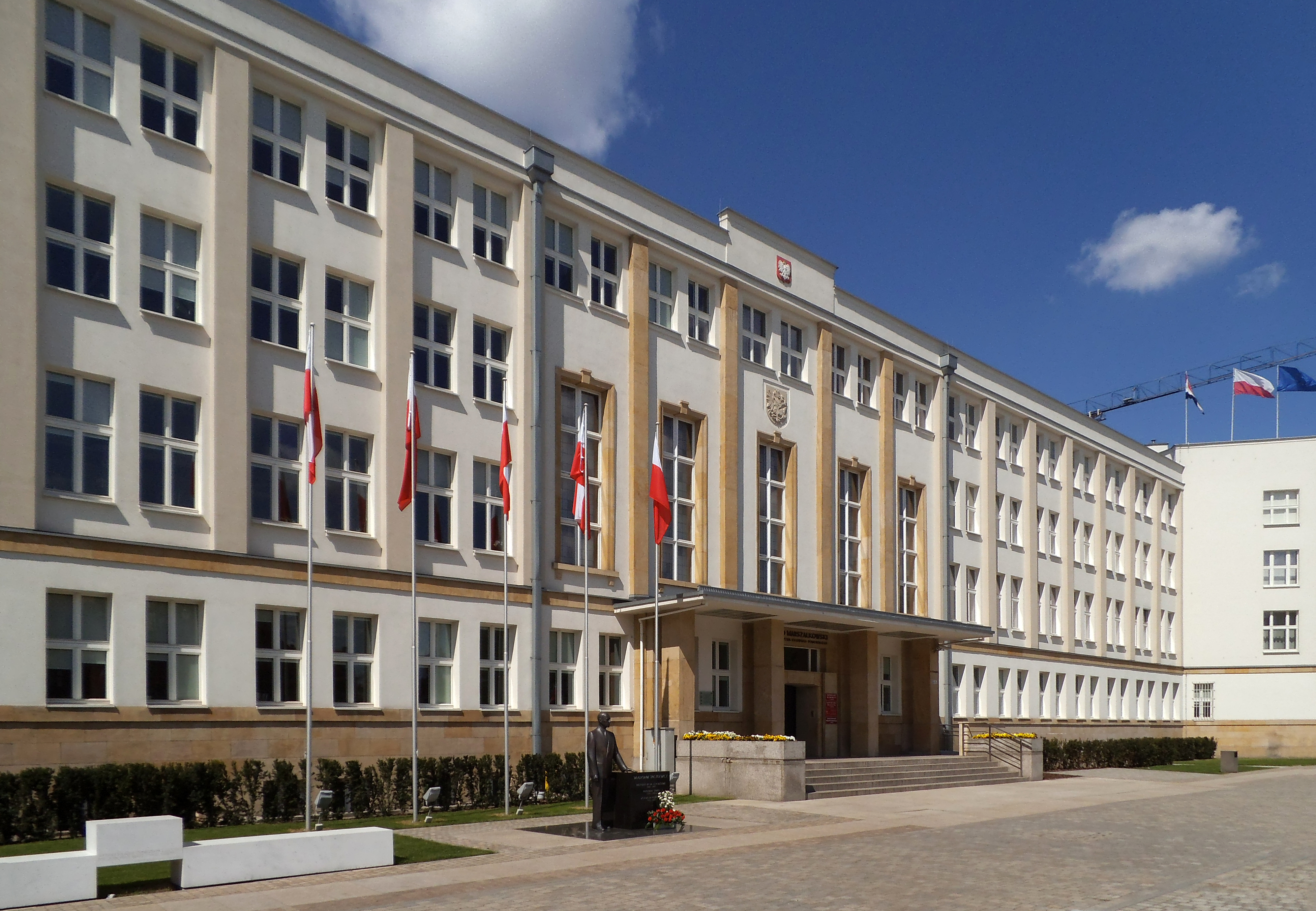
Urząd Marszałkowski w Toruniu, siedziba m.in. sejmiku województwa kujawsko-pomorskiego

Sejmik województwa – organ stanowiący i kontrolny samorządu województwa, który tworzą radni, wybierani w wyborach bezpośrednich. Jego kadencja trwa 5 lat, licząc od dnia wyborów (w latach 1998–2017 kadencja trwała 4 lata). Istnieje możliwość odwołania sejmiku przez wyborców. Rozpatrywaniem skarg dotyczących zadań lub działalności danego sejmiku zajmuje się wojewoda.
Sejmik jest przede wszystkim odpowiedzialny za rozwój cywilizacyjny w skali regionu, a więc za politykę regionalną.

## Struktura sejmiku
Sejmik województwa wybiera ze swojego grona przewodniczącego i wiceprzewodniczących (nie więcej niż 3), którzy nie mogą wchodzić w skład zarządu województwa, a więc w skład organu wykonawczego.
Przewodniczący sejmiku województwa organizuje pracę tego sejmiku i prowadzi jego obrady. Może on powierzyć wykonywanie tych czynności jednemu z wiceprzewodniczących sejmiku. Przewodniczący sejmiku nie ma uprawnień do reprezentowania województwa na zewnątrz. Pełniona przez niego oraz przez wiceprzewodniczących funkcja ma charakter społeczny.
W skład sejmiku województwa wchodzą radni wybrani w wyborach bezpośrednich w liczbie:
- trzydziestu w województwach liczących do 2 000 000 mieszkańców,
- oraz po trzech radnych na każde kolejne rozpoczęte 500 000 mieszkańców.

## Kompetencje sejmiku
- Sejmik stanowi akty prawa miejscowego, w tym statut województwa (jest on uchwalany po uzgodnieniu z Prezesem Rady Ministrów), zasady gospodarowania mieniem wojewódzkim, a także zasady i tryb korzystania z wojewódzkich obiektów i urządzeń użyteczności publicznej.
- Sejmik uchwala strategię rozwoju województwa oraz wieloletnie programy wojewódzkie. Do wyłącznej właściwości sejmiku należy również uchwalanie planu zagospodarowania przestrzennego.
- Sejmik uchwala także programy wojewódzkie służące realizacji ponadlokalnych i regionalnych celów publicznych.
- Do wyłącznej właściwości sejmiku należy podejmowanie uchwały w sprawie trybu prac nad projektem uchwały budżetowej, podejmowanie uchwały w sprawie szczegółowości układu wykonawczego budżetu województwa.
- Sejmik uchwala również budżet województwa i określa zasady udzielania dotacji z budżetu województwa.
- Rozpatruje sprawozdania z wykonania budżetu, sprawozdania finansowe województwa oraz sprawozdania z wykonania wieloletnich programów województwa.
- Podejmuje uchwały w sprawie udzielenia lub nieudzielenia absolutorium zarządowi województwa z tytułu wykonania budżetu.
- Sejmik wybiera ponadto i odwołuje zarząd województwa, rozpatruje sprawozdania z jego działalności oraz powołuje i odwołuje, na wniosek marszałka województwa, skarbnika województwa, który jest głównym księgowym budżetu województwa.

## Lista sejmików wojewódzkich
| Sejmik                                   | Siedziba     | Liczba radnych |
| ---------------------------------------- | ------------ | -------------- |
| Sejmik Województwa Dolnośląskiego        | Wrocław      | 36             |
| Sejmik Województwa Kujawsko-Pomorskiego  | Toruń        | 30             |
| Sejmik Województwa Lubelskiego           | Lublin       | 33             |
| Sejmik Województwa Lubuskiego            | Zielona Góra | 30             |
| Sejmik Województwa Łódzkiego             | Łódź         | 33             |
| Sejmik Województwa Małopolskiego         | Kraków       | 39             |
| Sejmik Województwa Mazowieckiego         | Warszawa     | 51             |
| Sejmik Województwa Opolskiego            | Opole        | 30             |
| Sejmik Województwa Podkarpackiego        | Rzeszów      | 33             |
| Sejmik Województwa Podlaskiego           | Białystok    | 30             |
| Sejmik Województwa Pomorskiego           | Gdańsk       | 33             |
| Sejmik Województwa Śląskiego             | Katowice     | 45             |
| Sejmik Województwa Świętokrzyskiego      | Kielce       | 30             |
| Sejmik Województwa Warmińsko-Mazurskiego | Olsztyn      | 30             |
| Sejmik Województwa Wielkopolskiego       | Poznań       | 39             |
| Sejmik Województwa Zachodniopomorskiego  | Szczecin     | 30             |

## Historia
W II RP sejmiki wojewódzkie działały w dwóch województwach: pomorskim i poznańskim (co stanowiło kontynuację rozwiązań przyjętych uprzednio w prawie pruskim). W województwie śląskim istniał Sejm Śląski.
W latach 1990–1998 gminy w obszarze województwa wyłaniały wspólną reprezentację w postaci sejmiku samorządowego. Rady gmin dokonywały wyboru delegatów do sejmiku. Sejmiki te pełniły funkcje opiniodawcze i reprezentacyjne. Przy sejmikach funkcjonowały kolegia odwoławcze, które orzekały w sprawach odwołań od decyzji administracyjnych wójta lub burmistrza danej gminy.
Sejmiki w latach 1998–2002 (tj. w pierwszej kadencji) składały się z 45 radnych w województwach liczących do 2 mln mieszkańców oraz po 5 radnych na każde kolejne rozpoczęte 500 tys. mieszkańców. W 2001 roku zadecydowano o zmniejszeniu liczby radnych i od 2002 w związku ze zmianą ustawy sejmiki miały już 30 radnych w województwach liczących do 2 mln mieszkańców oraz po 3 radnych na każde kolejne rozpoczęte 500 tys. mieszkańców.